# Передрій Борис Іванович
Борис Іванович Передрій (11 травня 1944, місто Лохвиця Полтавської області — 2000, місто Лохвиця Полтавської області) — український діяч, 1-й секретар Лохвицького райкому КПУ, голова Лохвицької районної ради Полтавської області. Народний депутат України 1-го скликання (у 1990—1992 роках).

## Біографія
Народився у родині робітника.
У 1961—1963 роках — учень склодува, склодув Лохвицького приладобудівного заводу Полтавської області.
У 1963—1966 роках — служба в Радянській армії.
У 1966—1980 роках — склодув, майстер, начальник цеху Лохвицького приладобудівного заводу Полтавської області.
Член КПРС з 1967 по 1991 рік.
Закінчив Київський інститут народного господарства, економіст.
У 1980—1991 роках — інструктор, завідувач організаційного відділу, секретар, 2-й секретар, 1-й секретар Лохвицького районного комітету КПУ Полтавської області. Закінчив Одеську вищу партійну школу.
У 1990—1992 роках — голова Лохвицької районної Ради народних депутатів, голова виконкому Лохвицької районної Ради народних депутатів Полтавської області.
18.03.1990 обраний народним депутатом України, 2-й тур 70.03 % голосів, 7 претендентів. Входив до групи «За радянську суверенну Україну». Секретар Комісії ВР України мандатної і з питань депутатської етики. Склав повноваження 18.06.1992 року у зв'язку з призначенням Представником Президента України.
У травні 1992 — 1995 року — представник Президента України в Лохвицькому районі Полтавської області. Потім — голова Лохвицької районної державної адміністрації Полтавської області.
Похований на Покровському цвинтарі міста Лохвиці.

## Нагороди
- три медалі
- почесний громадянин міста Лохвиці (30.08.2011, посмертно)